# Сыда (река)
Сы́да — река, бывший правый приток реки Енисей. Протекает в Краснотуранском и Идринском районах Красноярского края.
Длина — 207 км, площадь бассейна — 4450 км². После строительства Красноярской ГЭС в месте впадения реки в Енисей образовался залив Красноярского водохранилища.
Река берёт начало в ледниках Восточного Саяна и имеет смешанное питание. Для бассейна реки характерна высотная поясность. Нижняя часть бассейна находится в пределах Среднеминусинской (Сыдо-Ербинской) котловины.
На берегу Сыды расположено село Идринское — центр Идринского района.
В сорока верстах ниже устья реки Тубы в Енисей впадает река Сыда, имеющая до 140 вёрст течения, с правым притоком реки Уза, орошающая волости Идринскую и часть Абаканской к востоку от Енисея

## Притоки
- р. без названия — 197 км от устья[5]
- р. Поперечка (л) — 193 км[6]
- руч. Шмо — 184 км[7]
- руч. Тихтиба (л) — 183 км[8]
- р. Цензыба (л) — 178 км[9]
- р. Женжуль (л) — 166 км[10]
- р. Ко (п) — 164 км[10]
- р. Канзыба (п) — 163 км[11]
- р. Кодыбей (п) — 156 км[12]
- р. Тюря (п) — 141 км[12]
- р. Отрок (л) — 130 км[13]
- р. Кинзель (л) — 126 км[14]
- р. Средняя Речка (л) — 124 км[15]
- р. Идра (л) — 89 км[16]
- р. Джеп (п) — 75 км[17]
- р. Хабык (п) — 66 км[18]
- р. Карасук* (л) — 52 км[19]
- р. Уза* (п) — 16 км[20]

Притоки, отмеченные *, в настоящее время впадают непосредственно в Красноярское водохранилище.